# Gerard Vloedbeld (1919-2012)
Gerhardus (Gerard) Johannes Henricus Vloedbeld (Almelo, 14 november 1919 - aldaar, 27 december 2012) was een Nederlands journalist. Hij was daarnaast actief in de Twentse taalbeweging. Zijn specialiteit was het schrijven van krantenartikelen, verhalen en boeken over de geschiedenis en folklore van Twente in het Dagblad van het Oosten en de Twentsche Courant.

## Levensloop
Vloedbeld was als journalist werkzaam bij de Volkskrant, het Dagblad van het Oosten en de Twentsche Courant en als publicist bij Tubantia. Tijdens de Tweede Wereldoorlog "dook hij meer dan eens onder en was hij betrokken bij het verzet".
Na zijn pensionering schreef hij een serie van honderden verhalen over lokale geschiedenis in de serie Almelo vroeger en nu. Als bestuurder van de Historische Kring Stad en Ambt Almelo archiveerde hij duizenden gegevens. Hij zette zich in voor het in standhouden van historische gebruiken, zo was hij organisator van de jaarlijkse Palmpaasoptocht.
Hij gold tevens als adviseur van het Mans Kaapbargmozaïek in de tunnel aan de Wierdensestraat dat werd gemaakt aan de hand van de Twentstalige klassieker Mans Kapbaarg, die werd geschreven door zijn vader en schoolmeester Gerard Vloedbeld.